# Italiaanse Veldtocht (Tweede Wereldoorlog)
De Italiaanse Veldtocht tijdens de Tweede Wereldoorlog omvatte de geallieerde operaties in Italië van 1943 tot mei 1945.
Opmerkelijk aan de Italiaanse veldtocht was de grote diversiteit aan geallieerde troepen. Naast de Amerikanen en Britten vochten er onder andere Vrije Fransen, Polen, Canadezen, Australiërs, Nieuw-Zeelanders, Indiërs, Marokkanen, Brazilianen, Tsjechen, Italianen in dienst van het Koninkrijk Italië nadat dit had gecapituleerd, Italiaanse partizanen, en een Joodse brigade. In het eindstadium mengden zich tevens Joegoslavische partizanen in de strijd toen zij Noordoost-Italië binnenvielen. Tegenover de geallieerden stonden de asmogendheden Duitsland en het Koninkrijk Italië, later vervangen door de Italiaanse Sociale Republiek, Aan beiden zijden namen dus Italianen aan de strijd deel, waardoor soms van een Italiaanse Burgeroorlog wordt gesproken. 

## Achtergrond
Toen de overwinning in de Noord-Afrikaanse Veldtocht naderde, ontstond verschil van mening in het geallieerde kamp over de te volgen strategie. Groot-Brittannië, en vooral Winston Churchill, was voorstander van een landing in Italië. Het was duidelijk dat het Italiaanse volk steeds minder enthousiast over de oorlog was. Men hoopte dat een invasie van het schiereiland de Italianen als oorlogspartij zou elimineren en dat dit een belangrijke propagandastunt zou leveren. Wanneer Italië niet meer aan de oorlog meedeed dan zou de Royal Navy de controle over de Middellandse Zee verkrijgen. Hierdoor zou de verbinding tussen Groot-Brittannië en het Midden-Oosten en het Verre Oosten aanmerkelijk verbeteren. De Amerikaanse staf was voorstander van een zo snel mogelijke invasie in Noord-Frankrijk. Deze landing bleek echter in 1943 nog niet mogelijk. Om deze reden werd besloten tot een compromis: een beperkte operatie alleen op Sicilië.

## Landing op Sicilië
Een gecombineerde Brits-Amerikaanse Invasie op Sicilië onder de codenaam operatie Husky begon op 10 juli 1943 met luchtlandingen en landingen uit zee. Een Duits-Italiaanse tegenaanval faalde, waarna de Duitsers zich langzaam van het eiland terugtrokken via Messina naar het Italiaanse schiereiland. De laatste Duitse en Italiaanse troepen verlieten Sicilië op 17 augustus 1943.
De landingen droegen in belangrijke mate bij aan de val van Mussolini. De militaire tegenslagen hadden zelfs binnen de fascistische partij de weerstand tegen de oorlog versterkt, een oorlog die eigenlijk vooral begonnen was omdat Mussolini zo graag net als Hitler een grote veroveraar wilde zijn. Op 24 juli 1943 werd de Fascistische Grote Raad bijeengeroepen die een motie tegen Mussolini indiende. De dag erna werd Mussolini gearresteerd na een onderhoud bij de koning. Maarschalk Badoglio nam het premierschap over en verklaarde de oorlog aan Duitse zijde voort te zetten, terwijl hij in het geheim met de geallieerden in onderhandeling trad.

## Invasie in Zuid-Italië
De geallieerden zagen nu de gelegenheid verschijnen de overgave van Italië te bewerkstelligen en een bruggenhoofd in continentaal Europa te vestigen. Terwijl Badoglio in het openbaar verkondigde trouw te blijven aan de asmogendheden, werd afgesproken dat de geallieerden in Zuid-Italië zouden landen en dat Badoglio hierna zou capituleren.
Britse strijdkrachten landden op de Italiaanse 'teen' op 3 september 1943 in Operatie Baytown. Op 8 september gaf de Italiaanse regering zich over. De Duitsers hadden zich hierop voorbereid, onder leiding van generaal Kesselring vielen 30 divisies Noord-Italië binnen. Ze sloegen het begin van een arbeidersopstand in Milaan en Turijn neer en rukten snel op naar het zuiden. De Italiaanse troepen in Italië en de gebieden die dit land nog bezet hield op de Balkan werden omsingeld en ontwapend, waarna ze werden afgevoerd naar krijgsgevangenenkampen. Sommige Italiaanse troepen bleven trouw aan de inmiddels bevrijde Mussolini. Zij vochten door onder de vlag van de fascistische marionettenstaat van Mussolini (Italiaanse Sociale Republiek) maar onder Duits commando. In het zuiden gaven Italiaanse eenheden zich aan de geallieerden over en verklaarden zich trouw aan Badoglio. Sommigen namen eveneens de wapens op. Tevens vormden tegenstanders van Mussolini in het noorden partizanengroepen, die sabotage en aanslagen pleegden. Zo was het Italiaanse front tevens een burgeroorlog, aan beide zijden namen Italianen aan de strijd deel.
Op 9 september landden Amerikaanse strijdkrachten bij Salerno in Operatie Avalanche en aanvullende Britse strijdkrachten bij Taranto in Operatie Slapstick. Op 1 oktober 1943 volgde de inname van Napels.
Het ruige terrein verhinderde een snelle geallieerde opmars, maar gedurende de rest van het jaar dreven de geallieerden de Duitse troepen langzaam naar het noorden.

## Winterlinie, Anzio en Monte Cassino
De Duitsers hadden een verdedigingslijn opgebouwd onder de naam Winterlinie. Een deel hiervan werd Gustav-linie genoemd. Bij deze linie stokte eind 1943 de geallieerde opmars. Aanvallen op de Duitse verdediging bij Monte Cassino faalden. De Landing bij Anzio was bedoeld om dit obstakel te omzeilen, maar werd door de Duitse troepen geïsoleerd. Pas in het voorjaar 1944 werd de linie na een vierde frontale aanval in de Slag bij Monte Cassino doorbroken. Op 4 juni werd Rome ingenomen.

## Het eindstadium
Na de val van Rome en de Landing in Normandië werd het Italiaanse front van secundair belang. Een tweede Duitse verdedigingslinie, de Gotenstellung, stopte de geallieerde opmars tot voorjaar 1945.
In het voorjaar van 1945 dreigden de Duitse troepen in Noord-Italië afgesneden te raken door de geallieerden in het zuiden en westen, de Joegoslavische partizanen van Tito in het oosten, en de Russen in het noordoosten. Zij trokken zich terug naar Oostenrijk en lieten de Italiaanse fascisten aan hun lot over. De geallieerden braken door in de Povlakte, en overal namen partizanen de macht over. Op 29 april 1945 werd Mussolini door partizanen gedood, en op 2 mei 1945 was de strijd in Italië ten einde.

## Nasleep
Fascisten werden door de partizanen en de nieuwe machthebbers opgepakt. Tevens werd de monarchie in 1946 afgeschaft doordat deze Mussolini aan de macht had laten komen en hem 20 jaar lang zijn gang had laten gaan, met desastreuze gevolgen. Vanwege de bijstand aan de geallieerden hoopte dit nieuwe Italië op een milde behandeling bij de daaropvolgende Vrede van Parijs, maar de vredesbepalingen vielen zwaarder uit dan waarop was gehoopt. Twee jaar aan geallieerde zijde meevechten deed niet af aan de eerdere agressie en aangerichte schade. Vooral de gebiedsafstanden aan Joegoslavië en Griekenland werden door veel Italianen als onbillijk ervaren, en een dag van nationale rouw werd afgekondigd.